# Хангарульский хребет
Хангару́льский хребе́т (бур. Хамар Худуйн шэлэ) — горный хребет в Бурятии к западу от Хамар-Дабана. Длина — около 80 км. Ширина — до 20 км. Высшая точка — гора Новый Халбуртуй (2623 м).

## Описание
Является водоразделом бассейнов рек Иркута (к северу) и Джиды (к югу). По хребту проходит административная граница Тункинского и Закаменского районов Республики Бурятия. Через хребет проложено несколько троп, наиболее задействованная из них проходит в центральной части через перевал Хамар-Худуй и связывает по рекам Ехэ-Худуй и Зун-Мурэн Тункинскую долину с Закамной. В прошлом существовала скотопрогонная тропа в восточной оконечности хребта вверх по реке Цакирке от села Далахай через верховья Хангарула, и далее вниз по Утулику к Транссибирской магистрали.
По геоморфологии у исследователей нет единого мнения о принадлежности хребта к какой-либо горной системе — относить ли его к Хамар-Дабану или выделять в отдельный хребет к юго-востоку от Большого Саяна, наряду с хребтами Бухурик, Зангисанским, Уругудеевским и др.  
Хребет отходит на запад в широтном направлении от горного узла в истоках Хангарула (откуда и официальное название хребта), Снежной, Цакирки и Сангины, перпендикулярно к западу от водораздельного хребта Хамар-Дабана, немногим южнее вершины Субутуй (или Утуликская Подкова, 2396 м). 
На западе хребет подходит перпендикулярно к стыку хребтов Майхан Тагийн Хилийн нуру, идущего к северу по государственной границе России и Монголии, и Джидинского, у горы Хасын-Эхэн-Ундэр (2636 м) отходящего по границе к югу. В этом горном узле берут начало крупные реки региона: Зун-Мурэн, Джида, а также реки бассейна Эгийн-Гола — Умхэй-Гол и Аджиг-Гол.
Хребет имеет округлые, сглаженные формы, со средними высотами в 2000—2200 метров над уровнем моря. Склоны до высот 1800—2000 метров покрыты преимущественно лиственничной тайгой, выше — альпийские луга и горные тундры, местами с зарослями карликовой берёзы. Реки к северу от водораздела образуют разветвлённые глубокие долины, на южной стороне долины рек гораздо положе. 
Хребет характеризуется сухим климатом, обусловленным внутренним расположением относительно Восточного Саяна и Хамар-Дабана, препятствующих проникновению сюда влажных воздушных масс с запада, севера и востока, а также переносом сюда сухого воздуха южными и  юго-западными ветрами из внутренних районов Монголии. Небольшое количество осадков определяет малоснежные зимы в районе хребта.